# 그라나다 대학교

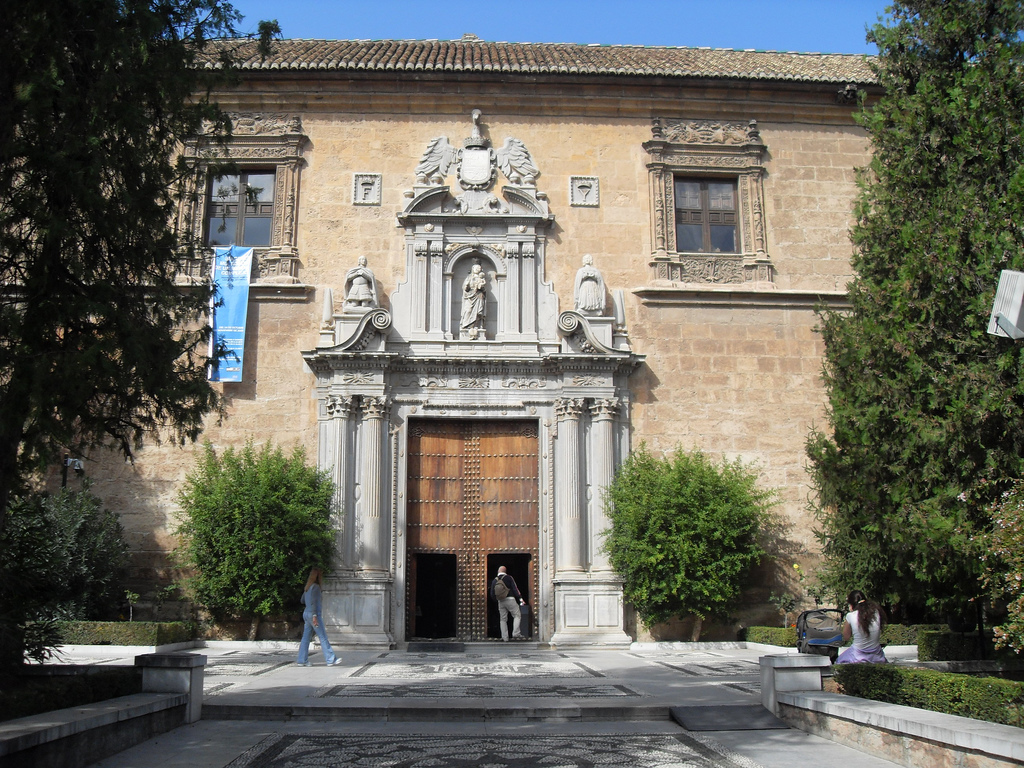

그라나다 대학교(스페인어: Universidad de Granada, UGR, 영어: University of Granada)는 스페인 그라나다 시에 위치한 공립 대학으로 1531년 카를 5세 황제에 의해 설립되었다. 60,000명 이상의 학생이 재학 중인 스페인에서 4번째로 큰 대학이다. UGR은 그라나다 시 외에도 세우타(Ceuta)와 멜리야(Melilla)에도 캠퍼스를 두고 있다.
본교의 현대 언어 센터(CLM)에는 매년 10,000명이 넘는 유학생이 입학한다. 2014년 UGR은 유학생들에 의해 스페인 최고의 대학으로 선정되었다. 고전부터 현대 언어, 컴퓨터 과학까지 다양한 분야에서 뛰어난 성적을 자랑하는 이 대학은 스페인에서 두 번째로 좋은 대학이자 유럽의 고대 대학 중에서 가장 중요한 대학 중 하나로 인정받고 있다.